# Saint-Calez-en-Saosnois
Saint-Calez-en-Saosnois település Franciaországban, Sarthe megyében. Lakosainak száma 185 fő (2022. január 1.). Saint-Calez-en-Saosnois Saosnes, Commerveil, Courgains, Monhoudou és Pizieux községekkel határos.

## Népesség
A település népessége az elmúlt években az alábbi módon változott:
| Lakosok száma | 161  | 169  | 179  | 187  | 189  | 193  | 196  | 190  | 185  |
|               | 2013 | 2015 | 2016 | 2017 | 2018 | 2019 | 2020 | 2021 | 2022 |